# フェリス女学院大学の人物一覧
フェリス女学院大学の人物一覧（ふぇりすじょがくいんだいがくのじんぶついちらん）は、フェリス女学院大学に関係する人物の一覧記事。

## 著名な教職員
- 大倉一郎 - 元文学部准教授
- 大西比呂志 - 歴史学者、国際交流学部教授
- 城戸朱理 - 詩人、文学部非常勤講師
- 佐藤裕子 - 日本近現代文学、文学部教授
- 島村輝 - 日本近代文学、文学部教授
- 谷知子 - 日本古典文学、文学部教授
- 高田明典 - 現代思想、文学部教授
- 土屋広次郎 - バリトン歌手、音楽学部教授
- 戸田弥生 - ヴァイオリニスト、音楽学部教授
- 中村静香 - 音楽学部非常勤講師、東京音楽大学准教授
- ほしおさなえ - 小説家、文学部非常勤講師
- 諸橋泰樹 - マスコミ学・社会学、文学部教授
- 矢野久美子 - 思想史、国際交流学部教授
- 三田村雅子 - 中古文学、名誉教授
- 三宅洋一郎 - 指揮者・ピアニスト、短期大学名誉教授
- 弓削昭子 - 元国際交流学部教授。国連開発計画駐日代表を経て、法政大学教授
- 吉野裕之 - 歌人・俳人、文学部非常勤講師

## 著名な出身者

### 政界
- 木村弥生 - （元江東区長、元衆議院議員）
- 堀場幸子 - （衆議院議員）

### 実業家
- 友國麻衣子 - （実業家、コミュニケーション・デザイナー）
- 花形まきこ - （実業家、心理カウンセラー）
- 村田早耶香 - （社会起業家、特定非営利活動法人かものはしプロジェクト共同代表）
- 山村佳子 - （リッツ横浜探偵社代表）

### 教育家
- 星野あい - （津田塾大学学長）

### 料理人
- 斉藤美穂 - （料理研究家）

### プロデューサー
- 有賀明美 -（ウェディングプランナー）

### 文学
- 石井睦美 - （児童文学作家）
- 井出千昌 - （少女小説家）
- 氷見敦子 - （詩人）
- 吉村りりか - （作家・シナリオライター）
- 友理 - （詩人）

### 音楽
- 後藤香織 -（オルガニスト・音楽プロデューサー）
- ジェーン・スー - （音楽プロデューサー・作詞家・コラムニスト・ラジオパーソナリティ）
- 志村葉月 -（ヴァイオリニスト）
- 田代美佳 -（ピアニスト）
- 前田涼子 -（ピアニスト）
- 森由里子 - （作詞家）
- 柳川陽香 - （作詞家・作曲家・編曲家）
- 山川恵津子 -（作曲家・編曲家）

### 芸能

#### 女優
- 秋元真夏 - （女優・元アイドル・乃木坂46の元メンバー）[1]
- 石井麗子 - （女優・声優）
- 北林明日香 - （女優・タレント）
- 鬼頭典子 - （女優・声優）
- 片瀬ゆき - （女優・ダンサー）
- 桐谷美玲 - （モデル・女優）
- 鈴木優梨 - （女優・タレント）
- 橘さり - （女優・タレント・元グラビアアイドル）
- 田畑亜弥 - （女優）
- 出口紗智子 - （女優）
- 中村萌子 - （ミュージカル女優）
- 名雪佳代 - （女優・タレント)
- のだこころ - （女優）
- 橋本夏果 - （女優）
- 福島珠理 - （女優、映画監督）
- 松原奈帆子 - （モデル）
- 松本妃代 - （女優・絵画アーティスト）
- 吉田智美 - （女優）
- 利咲 - （女優・モデル・アーティスト）
- 綿引さやか - （ミュージカル女優）

#### モデル
- AKIRA -（ファッションモデル）
- さがゆりこ - （ミス日本2004年度受賞者・元モデル）
- 鈴木詩織 - （読者モデル）
- 細野由華 - （モデル・タレント）
- 水城さと子 - （元レースクイーン→会社員）
- 美馬怜子 - （モデル・タレント）

#### タレント・アイドル
- 蒼れいな - （タレント）
- くりえみ - （グラビアアイドル）
- さくらこ - （タレント、レースクイーン、モデル）
- 西澤由貴 - （タレント）
- 西嶋菜々子 - （アイドル）
- 村上遙 - （タレント、元アイドル・Mi-Keの元メンバー）
- 村田千弥 - （タレント）
- 音羽美奈 - （グラビアアイドル、コスプレイヤー、ピアニスト、タレント）

#### 芸人
- 出雲阿国 - （風水タレント、お笑い芸人）
- 新田かえで - （お笑い芸人）
- まゆ（ビジーストリート）- （お笑い芸人）

#### 歌手
- 安藤裕子 - （歌手）
- 椛田早紀 - （歌手）
- 木暮美紀 - （歌手）
- 喜多陽子 - （女優・タレント）
- 黒色すみれ - （歌手）
- KOCHO - （歌手）
- 竹内渉 - （歌手）
- MAI - （歌手）
- れい - （シンガーソングライター）

#### 声優
- 池田千草 - （声優）
- 石原夏織 - （声優、歌手）
- 小熊ひろこ - （声優）
- 高山璃奈 - （女優・歌手）
- 田中敦子 - （声優）
- 三浦サリー - （歌手）
- 水野愛日 - （声優）
- 南里侑香 - （声優、歌手）
- 吉田明未 - （歌手）

### マスコミ
- 有賀さつき - 元フジテレビアナウンサー
- 安斎摩紀 - ミヤギテレビアナウンサー
- 安蒜幸紀 - フリーアナウンサー
- 飯野詩帆  - フリーアナウンサー
- 石井希和 - フリーアナウンサー、元テレビ朝日アナウンサー
- 井上英里香 - フリーアナウンサー
- 井上朋子 - フリーアナウンサー
- 入江美寿々 - フリーアナウンサー、元北陸放送アナウンサー
- 内山佳子 - 札幌テレビ放送アナウンサー
- 遠藤麗奈 - 元北海道文化放送アナウンサー
- 大家彩香 - 札幌テレビ放送アナウンサー
- 大江麻理子 - テレビ東京報道局キャスター・元アナウンサー
- 大垣舞 - 元日本海テレビアナウンサー
- 大神いずみ - フリーアナウンサー、元日本テレビアナウンサー
- 大島千穂 - 元茨城放送アナウンサー
- 大隅智子 - 気象予報士・フリーアナウンサー
- 大高未貴 - ジャーナリスト・元ミス日本
- 大谷香奈絵 - 長野放送 アナウンサー
- 大寺かおり - フリーアナウンサー、元山陽放送アナウンサー
- 大野幸 - フリーアナウンサー
- 大原裕美 - フリーアナウンサー
- 小倉星羅 - フリーアナウンサー、元広島テレビ・千葉テレビアナウンサー
- 金子由香梨 - 元テレビ西日本報道部契約キャスター、元沖縄テレビアナウンサー
- 河原祥子 - フリーアナウンサー
- 木村英里 - フリーアナウンサー、元テレビ静岡アナウンサー
- 木村佳那子 - フリーアナウンサー、元テレビ熊本・千葉テレビアナウンサー
- 小林ゆり子 - 元テレビ岩手アナウンサー
- 近藤志生里 - フリーアナウンサー、元青森テレビアナウンサー
- 斉藤亜緒衣 - 元広島ホームテレビアナウンサー
- 五月女結 - フリーアナウンサー
- 坂下恵理 - 気象予報士
- 坂本奈津美 - フリーアナウンサー、元岩手朝日テレビアナウンサー
- 櫻本茉朋 - フリーアナウンサー
- 貞平麻衣子 - 元IBC岩手放送アナウンサー
- 佐藤里佳 - 元フジテレビアナウンサー
- 髙橋早紀 - フリーアナウンサー、元長崎国際テレビアナウンサー
- 高柳恭子 - 元TOKYO FMアナウンサー
- 竹中美彩 - フリーアナウンサー、元北海道文化放送アナウンサー
- 田中未花 - フリーアナウンサー、元静岡放送アナウンサー
- 堤友香 - フリーアナウンサー、元福島テレビアナウンサー
- 戸丸彰子 - フリーアナウンサー、元テレビ金沢アナウンサー
- 中村衣里 - 山口放送アナウンサー
- 成嶋早穂 - 元東海テレビアナウンサー、元フリーアナウンサー
- 西尾真鈴 - フリーアナウンサー、元高知さんさんテレビアナウンサー
- 林藍菜 - 元ラジオ福島・富山テレビアナウンサー
- 深澤里奈 - 元フジテレビアナウンサー
- 深津瑠美 - 元岡山放送アナウンサー、元フリーアナウンサー
- 福盛田悠 - ミヤギテレビ アナウンサー
- 藤本景子 - 関西テレビアナウンサー
- 藤本晶子 - 元札幌テレビ・東海テレビアナウンサー
- 淵本恭子 - フリーアナウンサー、元岡山放送アナウンサー
- 松雪彩花 - ウェザーニュースLiVE 気象キャスター
- 宮本優香 - フリーアナウンサー、元宮崎放送アナウンサー
- 村山絢香 - 元NHK盛岡放送局キャスター・元千葉テレビアナウンサー
- 望月麗奈 - フリーアナウンサー、元信越放送・テレビ埼玉アナウンサー
- 森藤恵美 - フリーアナウンサー、元青森テレビアナウンサー
- 山崎薫子 - フリーアナウンサー
- 若槻麻美 - フリーアナウンサー
- 若林希 - 元三重テレビアナウンサー
- 渡辺ひとみ - NHK契約キャスター

### スポーツ
- 大場美和（フリークライマー）
- 木下アリーシア - （ヨット選手）
- 桜井まい - （プロレスラー）
- 雪妃真矢 - （プロレスラー）